# UNIStim
UNIStim (hoặc Unified IP Networks Stimulus) là một viễn thông giao thức được phát triển bởi Nortel (nay được mua lại bởi Avaya) cho IP Phone (thiết bị đầu cuối và điện thoại mềm) và IP PBX truyền thông. UNIStim, là một giao thức độc quyền được sử dụng trong hệ thống truyền thông IP PBX, tương tự các hệ thống AS5300, CS1000 và CS2100.

## Nguyên tắc hoạt động
Những giao thức này hoạt động thông qua một chế độ hoạt động "tổng thể " / "nô lệ". Chúng chỉ đơn giản là phản ánh các hành động cơ bản một người sử dụng có thể thực hiện trên thiết bị đầu cuối của mình (ví dụ như một nút bấm) và các lệnh có thể được gửi để hiển thị thông qua mạng để các thiết bị đầu cuối (như chuyển một ánh sáng trên hoặc hiển thị một thông). Các "kích thích" có thể dễ dàng thực hiện bất kỳ điện thoại thiết bị mới nào mà không cần phải sửa đổi phần mềm gắn vào thiết bị đầu cuối, điều đó đơn giản hoá các thủ tục để bảo trì và nâng cấp các cơ sở cài đặt. Trong ý nghĩa này, các giao thức kích thích khác với các giao thức chức năng (như SIP hoặc H.323) là các giao thức áp đặt trên mặt này như vậy dịch vụ này được quy định trong tiêu chuẩn và rằng các tải thiết bị đầu cuối logic cụ thể tương ứng với các dịch vụ trong câu hỏi. Cách tiếp cận này cho phép các nhà sản xuất nhanh chóng cung cấp một loạt các dịch vụ mà không cần phải đợi cho đến khi các dịch vụ này được chuẩn hóa. Avaya đã rất tích cực trong nỗ lực tiêu chuẩn hóa của những giao thức này trong IETF, bản vẽ về công việc của mình với tiền tiêu chuẩn UNIStim và đã phát triển làm việc trên hệ thống Avaya PBX và các nền tảng của hệ thống IP Centrex từ năm 1996.
Giao thức UNIStim được thực hiện trên Avaya IP PBX hệ thống và được cấp phép bởi các nhà cung cấp bên thứ ba như công ty Spectralink. Thông tin chi tiết về việc thực hiện các giao thức UNISTIM có sẵn trong tài liệu "Điện thoại và Dịch vụ Dữ liệu Mạng tại một Điện thoại", được nộp tại Hoa Kỳ Bằng sáng chế số 7068641, ngày 7 Tháng năm 1999.
- 4100/udp - Nortel UNIStim (Unified Networks IP Stimulus), i200x
- 5000/rudp - Nortel UNIStim (Unified Networks IP Stimulus), i2002/i2004 on ITG Line
- 5100/rudp - Nortel UNIStim (Unified Networks IP Stimulus), ITG Line
- 5105/udp	 - Nortel UNIStim (Unified Networks IP Stimulus) FTP (UFTP)
- 6800/tcp - Nortel Unified Manager
- 7000/rudp - Nortel UNIStim (Unified Networks IP Stimulus), BCM FP1 VoIP to/from IP Phones